# Napoli Basket 2021-2022
Questa voce raccoglie le informazioni riguardanti il Napoli Basket nelle competizioni ufficiali della stagione 2021-2022.

## Stagione
La stagione 2021-2022 del Napoli Basket sponsorizzato GeVi, è la 1ª nel massimo campionato italiano di pallacanestro, la Serie A.
Per la composizione del roster si decise di optare per la scelta della formula con 6 giocatori stranieri senza vincoli.

## Roster
Aggiornato al 29 marzo 2022.
| GeVi Napoli Basket 2021-22 | GeVi Napoli Basket 2021-22 |
| Giocatori                  | Staff tecnico              |
| -------------------------- | -------------------------- |

| N. | Naz.                                                        | Ruolo | Nome                 | Anno | Alt.   | Peso   |  |
| -- | ----------------------------------------------------------- | ----- | -------------------- | ---- | ------ | ------ |  |
| 0  | Italia (bandiera)                                           | AC    | Andrea Zerini        | 1988 | 205 cm | 112 kg |  |
| 1  | Stati Uniti (bandiera)                                      | AG    | Markis McDuffie      | 1997 | 203 cm | 95 kg  |  |
| 2  | Stati Uniti (bandiera)                                      | P     | Jeremy Pargo         | 1986 | 188 cm | 99 kg  |  |
| 3  | Lituania (bandiera)                                         | C     | Artūras Gudaitis     | 1993 | 208 cm | 115 kg |  |
| 6  | Italia (bandiera)                                           | AP    | Sergio Grassi        | 2004 | 193 cm | 80 kg  |  |
| 7  | Italia (bandiera)                                           | P     | Antonio Matera       | 2004 | 187 cm | 75 kg  |  |
| 7  | Italia (bandiera)                                           | P     | Luca Vitali          | 1986 | 201 cm | 85 kg  |  |
| 8  | Lituania (bandiera)                                         | PG    | Arnas Velička        | 1999 | 195 cm | 90 kg  |  |
| 11 | Stati Uniti (bandiera)                                      | A     | Jordan Parks         | 1994 | 201 cm | 91 kg  |  |
| 13 | Italia (bandiera)                                           | GA    | Pierpaolo Marini     | 1993 | 193 cm | 87 kg  |  |
| 14 | Stati Uniti (bandiera)                                      | P     | Josh Mayo            | 1987 | 181 cm | 79 kg  |  |
| 15 | Stati Uniti (bandiera) · Isole Vergini Americane (bandiera) | C     | Frank Elegar         | 1986 | 208 cm | 109 kg |  |
| 16 | Italia (bandiera)                                           | G     | Lorenzo Uglietti (C) | 1994 | 192 cm | 84 kg  |  |
| 21 | Italia (bandiera)                                           | AP    | Eric Lombardi        | 1993 | 201 cm | 100 kg |  |
| 22 | Stati Uniti (bandiera)                                      | C     | Reggie Lynch         | 1994 | 208 cm | 118 kg |  |
| 25 | Stati Uniti (bandiera)                                      | G     | Jason Rich           | 1986 | 191 cm | 94 kg  |  |
| 35 | Italia (bandiera)                                           | C     | Leonardo Totè        | 1997 | 211 cm | 110 kg |  |
| -  | Italia (bandiera)                                           | AC    | Flavio Cannavina     | 2004 | 200 cm | 102 kg |  |
| -  | Bosnia ed Erzegovina (bandiera)                             | P     | Sreten Ćoralić       | 2004 | 194 cm | 76 kg  |  |
| -  | Italia (bandiera)                                           | P     | Luca Sauro           | 2005 | 178 cm |        |  |
| -  | Italia (bandiera)                                           | P     | Simone Sinagra       | 2005 | 175 cm | 70 kg  |  |

| Allenatore |
| - Stefano Sacripanti (fino al 14 marzo) - Maurizio Buscaglia (dal 16 marzo)                                           |
| Assistente/i |
| - Francesco Cavaliere - Davide Gabriele - Armando Trojano Legenda - (C) Capitano - (IN) Inattivo - Infortunato Roster |

## Mercato

### Sessione estiva
| Acquisti | Acquisti        | Acquisti        | Acquisti   | Acquisti |
| R.a      | Nome            | da              | Modalità   |          |
| -------- | --------------- | --------------- | ---------- | -------- |
| C        | Frank Elegar    | Pall. Reggiana  | svincolato |          |
| AG       | Markis McDuffie | U.C.C. Piacenza | svincolato |          |
| G        | Jason Rich      | Free agent      | svincolato |          |
| P        | Arnas Velička   | Braunschweig    | svincolato |          |

| Cessioni | Cessioni         | Cessioni          | Cessioni       | Cessioni |
| R.       | Nome             | a                 | Modalità       |          |
| -------- | ---------------- | ----------------- | -------------- | -------- |
| GA       | Amar Klačar      | Viola R. Calabria | fine contratto |          |
| GA       | Daniele Sandri   | G.M. OrziBasket   | fine contratto |          |
| P        | Diego Monaldi    | Scafati Basket    | fine contratto |          |
| C        | Antonio Iannuzzi | Pall. Mantovana   | fine contratto |          |
| C        | Christian Burns  | Brescia           | fine prestito  |          |

### Dopo l'inizio della stagione
| Acquisti | Acquisti           | Acquisti             | Acquisti         | Acquisti   |
| R.       | Nome               | da                   | Data             | Modalità   |
| -------- | ------------------ | -------------------- | ---------------- | ---------- |
| P        | Jeremy Pargo       | Free agent           | 1 novembre 2021  | svincolato |
| C        | Reggie Lynch       | Īraklīs Salonicco    | 22 novembre 2021 | svincolato |
| P        | Luca Vitali        | Brescia              | 28 gennaio 2022  | svincolato |
| C        | Leonardo Totè      | Fortitudo Bologna    | 25 febbraio 2022 | svincolato |
| ALL      | Maurizio Buscaglia | Free agent           | 16 marzo 2022    | svincolato |
| C        | Artūras Gudaitis   | Zenit S. Pietroburgo | 29 marzo 2022    | svincolato |

| Cessioni | Cessioni      | Cessioni    | Cessioni        | Cessioni                |
| R.       | Nome          | a           | Data            | Modalità                |
| -------- | ------------- | ----------- | --------------- | ----------------------- |
| P        | Josh Mayo     | Free agent  | 24 ottobre 2021 | risoluzione consensuale |
| P        | Jeremy Pargo  | Free agent  | 25 gennaio 2022 | rescissione             |
| C        | Reggie Lynch  | Free agent  | 26 marzo 2022   | rescissione             |
| AP       | Eric Lombardi | Treviglio   | 5 maggio 2022   | rescissione             |
| P        | Luca Vitali   | Pall. Cantù | 5 maggio 2022   | definitivo              |